# Lunette des Charpennes
La lunette des Charpennes était un ouvrage militaire de la première ceinture de Lyon.

## Histoire
Construite en 1842 pour renforcer la puissance de feu du fort des Brotteaux, elle était constituée d'un gros bastion fermé d'une caserne pouvant héberger 150 hommes. Une poudrière et un magasin à vivres étaient disposés de part et d'autre autour de la caserne.
La lunette était entourée d'une escarpe haute de 8m ainsi qu'un fossé sec jusqu'au glacis qui était, lui, entouré d'une fosse remplie d'eau, reliée elle-même à celle de l'enceinte Est de la ceinture.
Déclassée en 1884, l'ouvrage est occupé par le magasin d'habillement de l'Intendance.

## Aujourd'hui
Cédée à la ville en 1895, la caserne est alors convertie en l'actuel lycée du Parc.